# Nothelm del Sussex
Noðhelm, o Nunna (fl. VII secolo), fu re del Sussex, che sembra aver regnato insieme a Watt, Osric e Æðelstan.
Compare in una lettera del 692 in cui concesse terre a sua sorella Noðgyð e in cui viene definito Nothelmus rex Suthsax’ . L'ultima sua lettera in cui è definito Nunna rex Suthsax’ è datata al 714, ma andrebbe probabilmente postdatata al 717 . Avrebbe quindi regnato dal 692 (o da prima) al 717 (o anche dopo). La Cronaca anglosassone dice che combatté al fianco di Ine del Wessex contro Gerren re di Dumnonia nel 710.